# Vision (fackförbund)

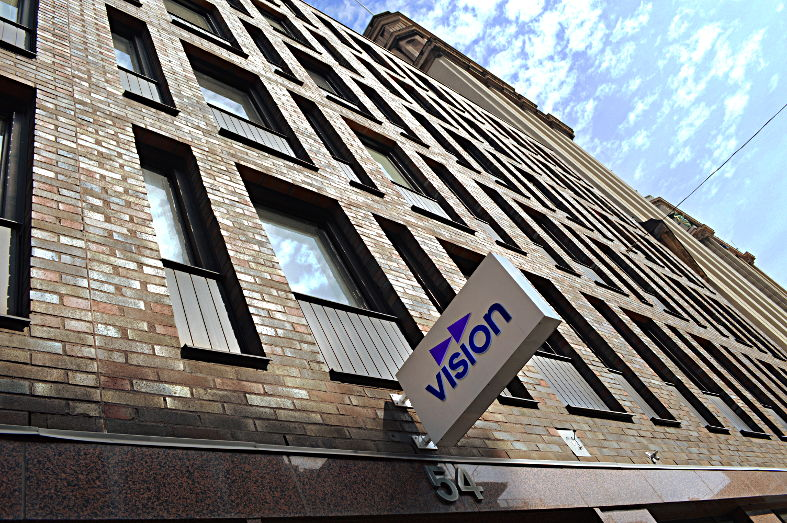
Skylt utanför Visions tidigare huvudkontor på Malmskillnadsgatan i Stockholm.

Vision är ett svenskt fackförbund för offentligt och privat anställda med anknytning till kommun, region och kyrka. Förbundet grundades i juni 1936 och hette fram till 2011 Sveriges kommunaltjänstemannaförbund (SKTF). Det organiserar även anställda inom bolag och stiftelser på det kommunala området samt inom Svenska kyrkan och frikyrkor. Vision är ett av medlemsförbunden i TCO.
Vision har cirka 200 000 medlemmar inom en mängd olika yrkesgrupper, exempelvis chefer, socialsekreterare, ingenjörer, präster, administratörer, läkarsekreterare och tandsköterskor. I medlemskapet ingår, förutom traditionell facklig verksamhet, en inkomstförsäkring vid arbetslöshet, karriärtjänster med bland annat CV-granskning och personlig karriärcoachning. 
På kongressen, som hålls en gång var fjärde år, väljs ordförande och förbundsstyrelse. Förbundsordförande är Veronica Magnusson, sedan 2014.  
Vision är en Fair Union, en feministisk organisation och partipolitiskt obundna.

## Historia
Sveriges kommunaltjänstemannaförbund (SKTF) bildades i juni 1936, i Stockholms stadshus. Vid bildandet bestod förbundet av 8 000 medlemmar.
En person som fungerade som en drivande kraft i det komplicerade arbetet inför SKTF:s bildande var aktuarien Filip Anger, som tidigt hade haft ledande uppdrag i Stockholms tjänstemannaföreningar. Han utsågs vid SKTF:s grundande till den nybildade organisationens sekreterare och verkställande ledamot i det förbundets styrelse och arbetsutskott. Han valdes sedan till förbundsordförande vid en ordinarie kongress 1948. Han omvaldes sedan som föreningens ordförande tre gånger och kvarstod fram till år 1961 då förtroendeuppdraget som ordförande ändrades till en heltidssyssla. 
1949 anslöt Sveriges socialtjänstemannaförbund (främst socionomer) till SKTF med 2 300 medlemmar.
I samband med SKTF:s 75-årsjubileum 2011 bytte förbundet namn till Vision. Medlemstidningen SKTF-tidningen (tidigare Kommunaltjänstemannen) bytte samtidigt namn till Tidningen Vision.

## Bakgrund

### Malmö/Skåne
Den 4 augusti 1917 arrangerades i Malmö, med Carl Virén som drivande kraft, ett sammanträde med "lönefunktionärer i så kallad lägre tjänstemannaställning vid Malmö stads verk och inrättningar" med närvarande från spårvägarna, drätselkammaren, renhållningsverket, pumpstationen, vattenverket, gasverket, elektricitetsverket, slakthuset, hamnen och arbetsförmedlingen. Som orsak till mötets tillkomst framhölls "hur dyrtiden allt fortfarande pressade de mindre löntagarna, och att behofvet af kristidstillägg vore oomtvistat visades däraf, att såväl kommunerna som statens verk funnit sig föranlåtna att vidtaga anstalter för lindrande af trycket". Mötet beslöt att tillsätta en kommitté. Sen gick det fort. Redan den 9 augusti föreslog kommittén att tillsätta en interimsstyrelse som bland annat skulle utarbeta stadgar. Nästa sammanträde kom den 11 augusti då man tillsatte en interimsstyrelse – alla nio var herrar. Den 6 oktober 1917 bildades så Malmö stads Tjänstemannaförening. De 35 närvarande personerna antecknade sig för medlemskap.
Den 20 oktober gjordes en framställning om en tillfällig löneförbättring med 25 procent samt ett särskilt kristillägg på 30 procent på löner upp till 1 800 kr och 25 procent på löner däröver upp till 4 000 kr. Den 15 december 1917 anhöll föreningen om att få bli representerad i stadens kommitté för utarbetande av ny avlöningsbestämmelser. Man begärde också att få semesterfrågan löst. Begäran avslogs men genom föreningens idoga arbete rönte man snart större förståelse. 
Den 2 februari 1918 hade man 150 medlemmar. 
Den 21 februari 1920 fann föreningen tiden inne att bilda ett distriktsförbund i Skåne. Den 25 och 26 september inleddes förhandlingarna. Detta resulterade i att den 4 december samma år konstituerades förbundet med föreningar från, förutom Malmö-Lund, Landskrona, Kristianstad, Ängelholm, Helsingborg och Trelleborg. Dessa sju föreningar får således sägas utgjort SKTF:s grundstomme (nuvarande Vision). Tanken på att försöka få till stånd en organisation på riksplanet uppmuntrades och vid sistnämnda sammanträde bildades ett riksförbund som fick namnet "Svenska Kommunaltjänstemannaförbundet". 
Den 15–16 oktober 1921 hölls den andra förbundskongressen som beslöt att ansluten förening skulle vara förpliktigad att antaga förbundets namn jämte avdelningsnummer. Således fick Malmöavdelningen heta "Svenska Kommunaltjänstemannaförbund avd 001."
Under åren har medlemsantalet varierat. Då även Malmö allmänna sjukhus, Malmö energiverk, Malmö Lokaltrafik, med flera, ingick i avdelningen var medlemsantalet uppe i cirka 6 500 personer.
2015 bestod Malmö Avdelningen 001 av cirka 1 800 medlemmar.

### Göteborg
Den 16 november 1917 bildades Göteborgs stads tjänstemannasällskap på Erik Dahlbergsgatan 3. Medlemmarna var från starten 150 till antalet. Till en börjar tilläts endast ordinarie och extra ordinarie manliga tjänstemän bli medlemmar, men 1919 vidgades medlemskretsen till att omfatta även "manliga kontorsbiträden och kvinnliga befattningshavare i tjänstemannaställning". Vid årsskiftet hade medlemsantalet ökat till 350 personer. I slutet av 1920-talet tilläts även extra tjänstemän bli medlemmar och då växte antalet ytterligare till omkring 700 personer. 
Redan 1918 bildade Göteborgs stads tjänstemannasällskap tillsammans med Stockholms stads tjänstemäns förening en riksomfattande organisation för att etablera samarbete med övriga städer i landet. Namnet blev Riksförbundet av kommunaltjänstemän i svenska städer. Denna organisation var senare med och bildade Sveriges kommunaltjänstemannaförbund (SKTF) 1936. 
Den 1 april 1933 bildades Göteborgs stads tjänstemannaförbund, vilket mer kunde klassas som en regelrätt fackförening än det tidigare tjänstemannasällskapet. Viktiga personer i omorganisationen var Harry Larsson, Olof Leander, Allan Wahlstedt och Gilbert Hammarstrand. De lyckades upprätta en sjukkassa för kommunaltjänstemän i Göteborg och arbetade för att ge organisationen en mer demokratisk form samt göra den mer effektiv. Vid ombildningen betalade 721 medlemmar inträde i det nya förbundet. 
1976 bytte Göteborgs stads tjänstemannaförbund namn formellt till SKTF:s avdelning 53. Som störst var avdelningen under 1990-talet, då den organiserade cirka 13 000 medlemmar. Det föll senare drastiskt och 2011 bestod den av 4 120 medlemmar. Sedan dess har antalet ökat till cirka 6 000 medlemmar.

## Tidningar som ges ut av förbundet
- Chefen i fokus  är en tidning för chefer inom äldreomsorgen, räddningstjänsten, kyrkan, energibolagen, tandvården och andra. Tidningen startades 2006, kommer ut med fyra nummer per år. TS-medeltal 2007 är 15 800. Chefen i fokus har 23 000 läsare enligt Sifo/Orvestos mätning 2015:1.
- Tidningen Vision (tidigare SKTF-tidningen) har en upplaga på 171 300 (TS 2006) och kommer ut med 8 nummer per år. Tidningen startades 1921 som Kommunaltjänstemannen, organ för Svenska Kommunaltjänstemannaförbundet.[8][9][10][11]
- Social Qrage, är en editionering i Tidningen Vision som skickas till ca 16 000 medlemmar som jobbar i socialt arbete. Startades år 2000.

## Ordförande i urval
- Filip Anger (1948–1961)
- Sven Ahlgren (?–1976)
- Björn Rosengren (1976–1982)
- Sture Nordh (1983–1996)
- Inger Efraimsson (1996–2004)
- Eva Nordmark (2004–2011)
- Annika Strandhäll (2011–2014)
- Veronica Magnusson (2014–)